# Burgstall (Rothenburg ob der Tauber)

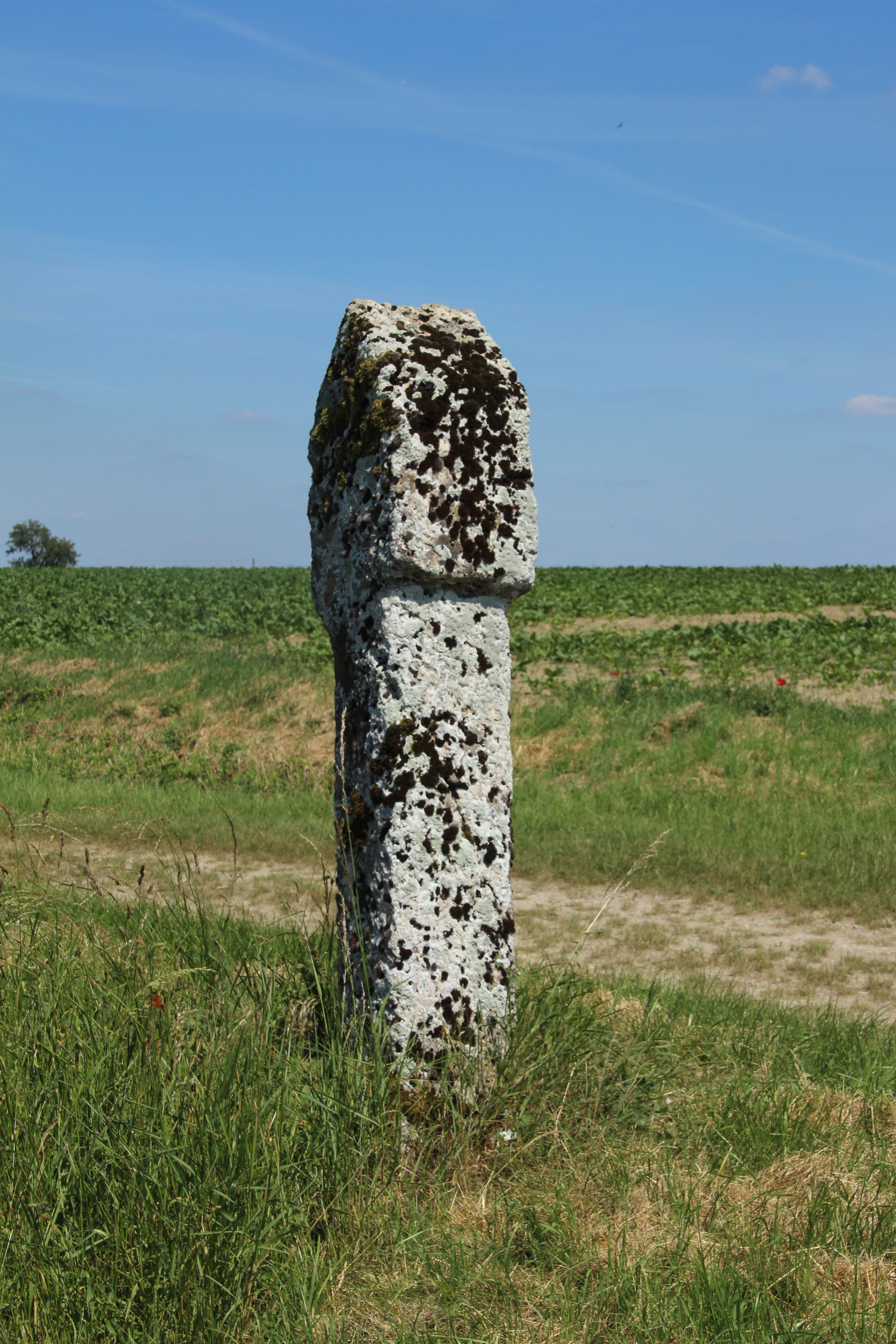
Bildstock

Burgstall ([ˈbʊʁkˌʃtal] ⓘ, früher auch Tauberburkstall bzw. Oberburkstall genannt) ist ein Gemeindeteil der Großen Kreisstadt Rothenburg ob der Tauber im Landkreis Ansbach (Mittelfranken, Bayern). Burgstall liegt in der Gemarkung Leuzenbronn.

## Geografie
Das Gut liegt an der Schandtauber. Ein Anliegerweg führt zur Staatsstraße 1022 (0,7 km nördlich), die nach Bossendorf (2,5 km westlich) bzw. nach Rothenburg verläuft (3 km östlich). Im Ort steht eine Linde, die als Naturdenkmal ausgezeichnet ist.

## Geschichte
Ursprünglich gab es in dem Ort ein Schloss, das jedoch 1462 von Adam von Reihn zum Teil niedergebrannt wurde.
1802 gab es in dem Ort zehn Gemeinderechte, die alle die Reichsstadt Rothenburg als Grundherrn hatten.
Mit dem Gemeindeedikt (frühes 19. Jahrhundert) wurde Burgstall dem Steuerdistrikt Leuzenbronn und der Ruralgemeinde Leuzenbronn zugeordnet. Im Zuge der Gebietsreform in Bayern wurde Burgstall am 1. Juli 1972 nach Rothenburg eingemeindet.

### Baudenkmäler
- Gutshof mit Nebengebäuden[8]
- Bildstock[8]

### Bodendenkmal
- Herrschaftssitz des Mittelalters und der frühen Neuzeit mit Turmhaus „Burgstall“ (Mitte des 19. Jahrhunderts abgebrochen).[9]

### Einwohnerentwicklung
| Jahr      | 1818  | 1840   | 1861   | 1871   | 1885   | 1900   | 1925   | 1950   | 1961   | 1970   | 1987   | 2013 |
| Einwohner | 37    | 41     | 49     | 48     | 46     | 54     | 63     | 65     | 31     | 24     | 13     | 4    |
| Häuser    | 4     | 4      |        |        | 5      | 4      | 5      | 5      | 5      |        | 2      |      |
| Quelle    | [ 5 ] | [ 11 ] | [ 12 ] | [ 13 ] | [ 14 ] | [ 15 ] | [ 16 ] | [ 17 ] | [ 18 ] | [ 19 ] | [ 20 ] |      |

## Religion
Burgstall ist seit der Reformation evangelisch-lutherisch geprägt und bis heute nach St. Andreas (Leuzenbronn) gepfarrt. Die Einwohner römisch-katholischer Konfession sind nach St. Johannis (Rothenburg ob der Tauber) gepfarrt.